# Dommartin-lès-Remiremont
 Dommartin-lès-Remiremont  es una población y comuna francesa, en la región de Lorena, departamento de Vosgos, en el distrito de Épinal y cantón de Remiremont.

## Demografía
| 958 | 1156 | 1429 | 1661 | 1763 | 1800 |
| Para los censos de 1962 a 1999 la población legal corresponde a la población sin duplicidades (Fuente: INSEE [Consultar]) |      |      |      |      |      |